# Janusz Wawrzała
Janusz Wawrzała (ur. w 1968 r. w Łopusznie) — polski muzyk, kompozytor, autor tekstów, animator kultury, wydawca. Jeden z współzałożycieli folkowego ruchu muzycznego w Polsce.

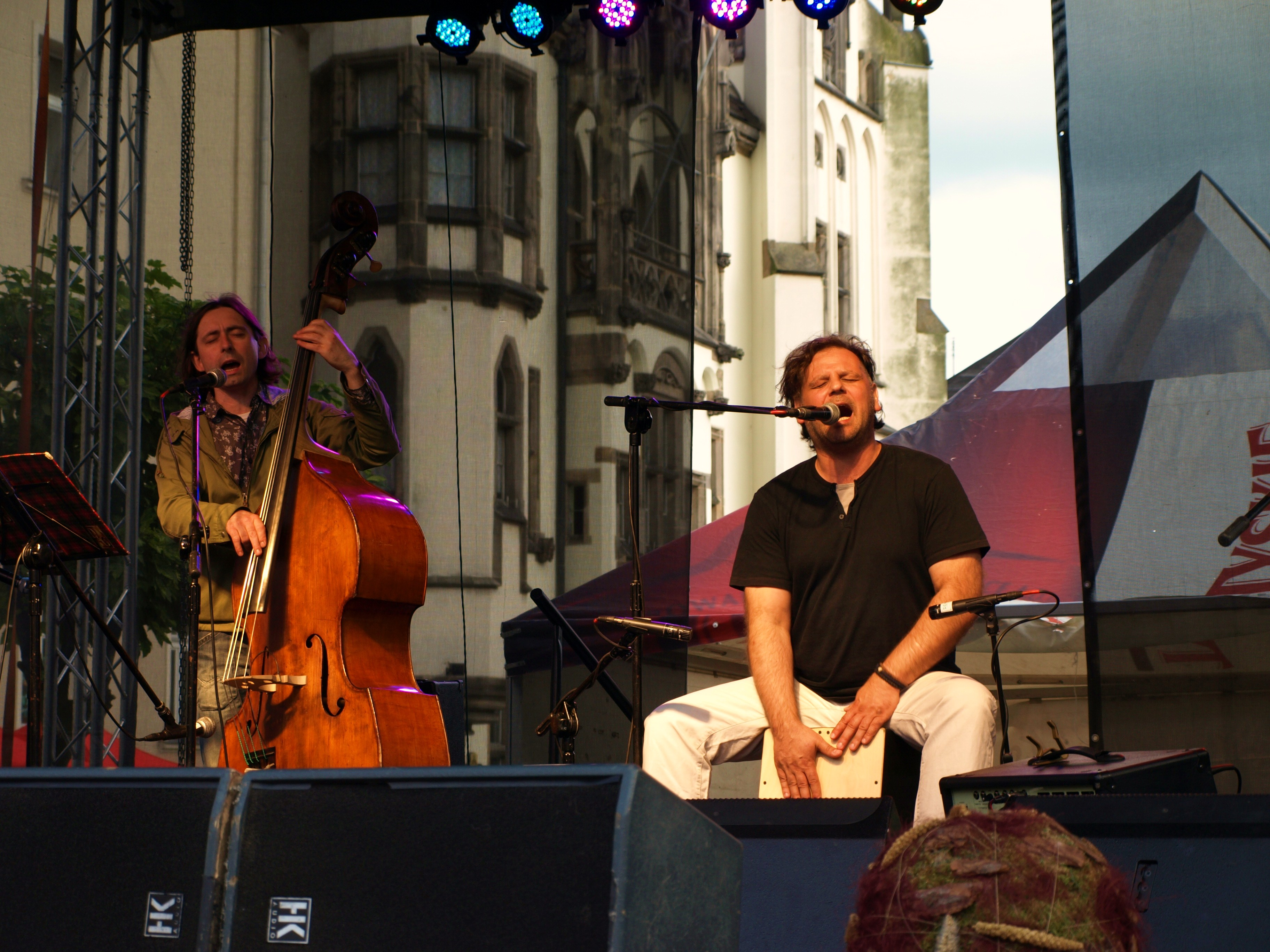
Janusz Wawrzała (po prawej) podczas koncertu zespołu Chudoba, Ząbkowice Śląskie

## Działalność muzyczna
Jest propagatorem muzyki ludowej, folkowej i world music. Współzakładał grupę folkową Sierra Manta z Ząbkowic Śląskich grającą muzykę z Ameryki Łacińskiej. Był współzałożycielem w 1989 roku grupy Będzie Dobrze z gatunku reggae/hardcore punk. Współtwórca jednego z pierwszych w kraju festiwalu folkowego Folk Fiesta w Ząbkowicach Śląskich. W 1993 roku współtworzył entuzjastycznie przyjętą przez eksperymentatora folkowego Davida Hopkinsa, pierwszą polską suitę folkową "La Luz".
Współtworzy grupę instrumentalistów wykonujących Mszę Kreolską (Misa Criolla) skomponowaną przez Ariela Ramirez w 1964 r. Współpracował z Filharmonią Narodową w Warszawie, Filharmonią Wrocławską, Filharmonią Krakowską, Filharmonią Częstochowską oraz Filharmonią Białostocką.
Przez wiele lat związany był z grupą z kręgu polskiej sceny folkowej Chudoba z Wrocławia. W 2005 roku uczestniczył w projekcie muzycznym żydowskiej piosenkarki i producentki muzycznej Bente Kahan - "Bente Kahan presents: Voja and her friends Sing with Us in Yiddish".
Pisał artykuły do pisma Gadki z Chatki, Folk 24. Organizator cykli muzycznych "Między Nami Sąsiadami", prezentujących muzykę polskich mniejszości etnicznych. Jest wydawcą płyt grup Chudoba, Breslauer Cocktail i Vratch Od 2014 roku założyciel i lider grup Breslauer Cocktail i Vratch.
W 2016 roku wraz z Breslauer Cocktail reprezentował na festiwalach w kraju i za granicą Europejską Stolicę kultury Wrocław 2016. W 2017 roku wraz z Breslauer Cocktail wydał pod egidą Europejskiej Stolicy Kultury Wrocław 2016 premierową płytę Absynteria. Materiał muzyczny na płycie to wynik poszukiwań w archiwach europejskich rozgłośni radiowych utworów z lat 20. i 30. XX wieku zaaranżowany w nowoczesnych brzmieniach i aranżacjach. Płyta jest wynikiem współpracy z producentem muzycznym D' z Wrocławia.
W 2017 roku został nominowany w dziale kultura Wrocław na osobowość roku.

## Instrumentarium
- instrumenty perkusyjne
- wokalista

## Gatunki
folk, world music, industrial

## Wydawnictwa
Folk Time, SM, Bystra Vision, Tylko Muzyka, BumBadaBum

## Zespoły, z którymi współpracuje
- Sierra Manta
- Chudoba
- Breslauer Cocktail
- Vratch
- Bente Kahan